# 3,5-lutidin
3,5-lutidin je heterocyklická sloučenina se vzorcem (CH3)2C5H3N, jeden z dimethylovaných derivátů pyridinu, souhrnně označovaných názvem lutidiny. Jedná se o bezbarvou mírně zásaditou kapalinu, používanou na výrobu léčiva omeprazolu.
Průmyslově se vyrábí kondenzací akroleinu s amoniakem a formaldehydem.

## Biodegradace
Biodegradace pyridinů probíhá několika způsoby. I když je pyridin dobrým zdrojem uhlíku, dusíku a energie pro některé mikroorganismy, tak methylace jeho rozklad výrazně omezuje.

## Bezpečnost
LD50 3,5-lutidinu je u krys 200 mg/kg.